# Prejudice (film 1922)
Prejudice è un film muto del 1922 diretto da Joseph Belmont. Ambientato in Russia e interpretato da Zena Keefe, racconta di un pogrom contro la comunità ebraica.

## Trama
In una cittadina russa, l'ebreo Job Abramonoff viene arrestato perché accusato di un omicidio rituale. L'accusa è falsa, e la supposta vittima, Sonja Mulnikow, è ben viva. Il fratello di Sonja, Sascha, si rende conto che la storia è tutta una montatura ma, quando Sonja riappare, ormai è tardi per fermare il pogrom e la folla uccide Job.

## Produzione
Il film, che fu girato con i titoli di lavorazione The Proscribed e The Ritual Murder, fu prodotto dalla Arista Film.

## Distribuzione
Il copyright del film fu registrato il 18 ottobre 1921 con il numero LU17105. Il film uscì nelle sale cinematografiche USA nel gennaio 1922.